# Роберт Б. Вилсон
Роберт Батлер Вилсон Млађи (енгл. Robert Butler Wilson, Jr.; Џенива, 16. мај 1937) је амерички економиста и професор менаџмента. Добитник је Нобелове награде за економију 2020. године за унапређење теорије јавне продаје. 
Вилсон је познат по доприносу науци о управљању и пословној економији. Његова докторска дисертација увела је секвенцијално квадратно програмирање, које је постало водећа итеративна метода за нелинеарно програмирање. Са другим математичким економистима на Станфордској пословној школи помогао је да се преформулише економија индустријске организације и теорија организације користећи теорију игара. Његова истраживања о нелинеарним ценама утицала су на политике великих предузећа, посебно у енергетској индустрији.

## Биографија и каријера
Вилсон је рођен 16. маја 1937. године у Џениви. Завршио је средњу школу Линколн у Линколну и и стекао пуну стипендију на Харвардском универзитету. Харвард је завршио 1959. године, потом је магистрирао 1961. године, а потом и докторирао. Кратко је радио на Универзитету Калифорније у Лос Анђелесу, а након тога на Универзитету Станфорд. На Универзитету Станфорд бизнис је од 1964. године. Такође је био члан Правног Универзитета Харвард од 1993. до 2001. године.

## Истраживачки рад
Вилсон је познат по истраживању и подучавању о дизајну тржишта, ценама, преговарању и сродним темама које се тичу индустријске организације и информационе економије. Стручњак је за теорију игара и њене примене. Био је главни учесник у дизајнирању аукција и конкурентним стратегијама надметања у нафтној, комуникационој и енергетској индустрији, као и у дизајнирању иновативних шема одређивања цена. Његов рад на ценама приоритетних услуга за електричну енергију спроведен је у комуналној привреди.
Вилсонов рад Econometrica paper The Theory of the Syndicates утицао је на читаву генерацију студената економије, финансија и рачуноводства. Од завршетка свог образовања објавио је стотинак чланака у стручним часописима и књигама. Био је сарадник уредника неколико часописа и одржао неколико јавних предавања.
Вилсон је 1993. објавио књигу о нелинеарним ценама. Та књига је енциклопедијска анализа дизајна тарифа и сродних тема за комунална предузећа, укључујући електричну енергију, комуникације и транспорт. Књига је 1995. године освојила награду Лео Меламед, награду коју Универзитет у Чикагу додељује сваке две године.

## Награде
Откако је Вилсон дипломирао, магистрирао и докторирао на Универзитету Харвард, објавио је око 100 чланака у стручним часописима и књигама, за које је добио мноштво признања и награда.
Краљевска Шведска академија наука доделила је Вилсону и Паулу Милгрому Нобелову награду за економију за 2020. годину јер су „побољшали теорију аукција и измислили нове формате аукција, што је донело корист трговцима, купцима и пореским обвезницима широм света”. Алвин Рот (економиста који је био добио Нобелову награду за 2012. годину и коме је Вилсон био докторски саветник) рекао је да Вилсон и Милгром „нису само дубоко променили начин на који схватамо аукције - променили су како ствари стоје на аукцији.”
Вилсон је изабрани је члан Националне академије наука, именовани „угледни колега“ Америчког економског удружења и члан Савета економетријског друштва. Норвешка школа за економију и пословну администрацију 1986. године уврстила га је као почасног доктора економских наука. Године 1995. Универзитет у Чикагу доделио му је почасни докторат права. Вилсон је 2014. године освојио награду Златна гуска за свој рад. Добитник је награде ББВА фондације 2015. године у категорији економије, финансија и менаџмента. Године 2018. додељена му је Џон Џ. Карти награда за за унапређење науке.